# Nederlands kampioenschap tafeltennis 2025
Het Nederlands kampioenschap tafeltennis 2025 werd gehouden in het Landstede Sportcentrum in Zwolle op 22 en 23 maart 2025.
Op het programma stonden vijf onderdelen:
- Enkelspel mannen. Regerend kampioen was Milo de Boer.
- Enkelspel vrouwen. Regerend kampioen was Tanja Helle.
- Dubbelspel mannen. Regerend kampioenen waren Milo de Boer en Lode Hulshof.
- Dubbelspel vrouwen. Regerend kampioenen waren Tali Cohen en Sanne de Hoop.
- Gemengd dubbel. Regerend kampioenen waren Tali Cohen en Barry Berben.

## Medaillewinnaars
| Onderdeel        | Goud                           | Zilver                                 | Brons                                                                  |
| Enkelspel (m)    | Gabrielius Camara              | Milo de Boer                           | Barry BerbenIvan Kahn                                                  |
| Enkelspel (v)    | Shuohan Men                    | Marie Depuydt                          | Emine ErnstKarlijn van Lierop                                          |
| Dubbel (m)       | Barry Berben Kas van Oost      | Milo de Boer Lode Hulshof              | Emanuel Martins Ferreira Nermin SmajicGabrielius Camara Jochem de Hoop |
| Dubbel (v)       | Dobrila Jorguseska Shuohan Men | Amber van de Velde Emma van der Zanden | Carla Nouwen Xijin ZhengTali Cohen Sanne de Hoop                       |
| Dubbel (gemengd) | Barry Berben Tali Cohen        | Gabrielius Camara Sanne de Hoop        | Colin Rengers Shuohan MenIvan Kahn Emine Ernst                         |